# اوگوچی، آیچی
اوگوچی، آیچی (به لاتین: Ōguchi, Aichi) یک منطقهٔ مسکونی در ژاپن است که در بخش نیوا، آیچی واقع شده‌است. اوگوچی ۱۳٫۶۱ کیلومترمربع مساحت و ۳٬۱۷۱ نفر جمعیت دارد.